# Mosambik-Hase
Der Savannen- oder Mosambik-Hase (Lepus microtis, Syn.: u. a. L. victoriae) ist eine Säugetierart aus der Gattung der Echten Hasen innerhalb der Hasenartigen. Er ist über weite Teile Afrikas südlich der Sahara verbreitet.

## Merkmale
Der Mosambik-Hase ist mittelgroß mit einem Gewicht von 1,5 bis 3 Kilogramm, durchschnittlich etwa 2 Kilogramm. Die Färbung ist verglichen mit dem Kaphasen farbenreicher. Der Rücken ist graubraun, die Brust, Seiten und Beine sind rötlich-braun und die Bauchseite ist weiß. Im Hochland sind die Tiere dunkler und rötlicher als in den Tieflandsteppen. Die Ohren haben eine schwarze Spitze und der Schwanz ist oberseits schwarz und unterseits weiß. Verglichen mit dem des Kaphasen ist das Fell rauer.

## Verbreitung

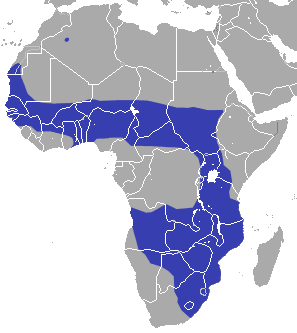
Verbreitungsgebiet des Mosambik-Hasen

Der Mosambik-Hase ist über weite Teile Afrikas südlich der Sahara verbreitet. Das Verbreitungsgebiet reicht dabei von der Atlantikküste vom Territorium Westsahara über Teile von Mauretanien, Senegal, Gambia und Guinea sowie die gesamte Sahel-Zone bis nach Äthiopien und Kenia im Osten sowie nach Süden bis nach Namibia, Botswana und Südafrika. Im Westen Algeriens wurde zudem ein isoliertes Vorkommen im Bereich von Béni Abbès beschrieben.
Die Art lebt im größten Teil ihres Verbreitungsgebietes sympatrisch mit dem Kaphasen (L. capensis), allerdings allopatrisch bis parapatrisch mit dem Buschhasen (L. saxatilis) und dem Abyssinischen Hasen (L. habessinicus).

## Lebensweise
Der Mosambik-Hase ist nachtaktiv und lebt in der Regel als Einzelgänger oder in kleinen Gruppen von zwei oder drei Tieren. Wie alle Hasen ernährt er sich vor allem von Gräsern und Kräutern, wobei sich die Zusammensetzung je nach Region und vorhandener Vegetation verändert. In den Bereichen, in denen sich die Lebensräume des Mosambik-Hasen und des Kaphasen überschneiden, weicht der Mosambik-Hase in buschigere und höhergelegene Lebensräume aus während der Kaphase im offenen Grasland lebt.
Daten und Beobachtungen zur Fortpflanzung sind kaum vorhanden. Die Weibchen bekommen das gesamte Jahr über Jungtiere und die Wurfgrößen liegen bei durchschnittlich 1,6 Jungtieren pro Wurf sowie durchschnittlich 8 Jungtieren pro Weibchen und Jahr.

## Systematik
Der Mosambik-Hase wird als eigenständige Art den Echten Hasen (Gattung Lepus) zugeordnet. Er wurde ursprünglich in der Vergangenheit unter verschiedenen Namen beschrieben (Synonyme), darunter L. saxatilis, L. crawshayi, L. whytei und L. victoriae, die Bezeichnung Lepus microtis von Theodor von Heuglin von 1865 ist jedoch die älteste und damit taxonomisch gültig. Zudem wurde die Art in der Vergangenheit auch als Unterart des Buschhasen (L. saxatilis) gelistet.
Innerhalb der Art werden neben der Nominatform L. m. micotis drei weitere Unterarten unterschieden: L. m. angolensis, L. m. senegalensis und L. m. whytei.

## Gefährdung und Schutz
Die Art wird von der International Union for Conservation of Nature and Natural Resources (IUCN) aufgrund des großen Verbreitungsgebiets und der hohen Bestandszahlen als nicht gefährdet („least concern“) eingestuft. Größere Bedrohungen für den Artbestand sind nicht bekannt, allerdings liegen auch keine aktuellen Daten zum Bestand vor.

## Belege
1. 1 2 3 4  Joseph A. Chapman, John E. C. Flux (Hrsg.): Rabbits, Hares and Pikas. Status Survey and Conservation Action Plan. (PDF; 11,3 MB) International Union for Conservation of Nature and Natural Resources (IUCN), Gland 1990; S. 89 (als Lepus victoriae). ISBN 2-8317-0019-1.
2. 1 2 3 4 5 6  Lepus victoriae in der Roten Liste gefährdeter Arten der IUCN 2011. Eingestellt von: Andrew T. Smith, C.H. Johnston, C.H., 2008. Abgerufen am 18. November 2012.
3. 1 2 3  Don E. Wilson & DeeAnn M. Reeder (Hrsg.): Lepus microtis (Memento des Originals vom 25. März 2016 im Internet Archive)  Info: Der Archivlink wurde automatisch eingesetzt und noch nicht geprüft. Bitte prüfe Original- und Archivlink gemäß Anleitung und entferne dann diesen Hinweis. in Mammal Species of the World. A Taxonomic and Geographic Reference (3rd ed).